# Saccoglossus pusillus
Saccoglossus pusillus is een diersoort in de taxonomische indeling van de Hemichordata. Het dier behoort tot het geslacht Saccoglossus en behoort tot de familie Harrimaniidae. De wetenschappelijke naam van de soort werd voor het eerst geldig gepubliceerd in 1902 door Ritter.